# Yqylas-Museum für Volksmusikinstrumente

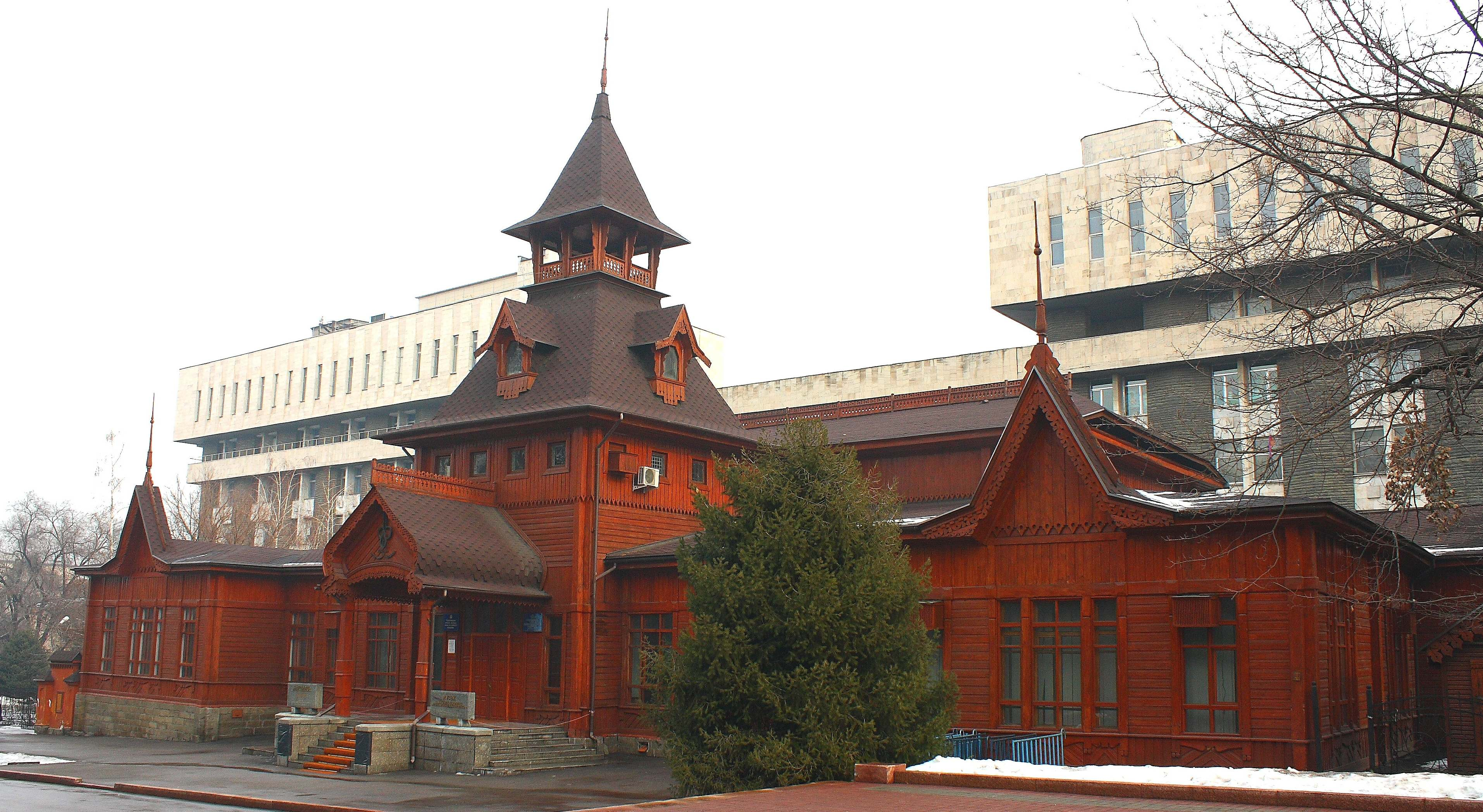
Das Yqylas-Museum für Volksmusikinstrumente (2010)

Das Yqylas-Museum für Volksmusikinstrumente (kasachisch Ықылас атындағы музыкалық халық аспаптарының мұражайы; russisch Музей народных музыкальных инструментов имени Ыхласа) ist ein Museum in der kasachischen Stadt Almaty.

## Geschichte
Die Gründung des Museums wurde von der Regierung der Kasachischen SSR am 1. August 1980 beschlossen. Eröffnet wurde das Museum am 24. April 1981 als Republikanisches Museum für Volksmusikinstrumente. Zunächst befand sich das Museum in einem alten zweistöckigen Gebäude an der Kreuzung des Panfilow-Prospekts und der Schibek-Scholy-Straße. Angesichts der begrenzen Ausstellungsfläche des Gebäudes beauftragte Dinmuchamed Kunajew 1983 den stellvertretenden Kulturminister der Kasachischen SSR damit, einen neuen Standort zu finden. So zog das Museum in das heutige Gebäude am Park der 28 Panfilowzy um.
Am 11. März 1990 wurde beschlossen, das Museum zu Ehren des kasachischen Volkskomponisten Yqylas Dükenuly zu benennen. In den Jahren 2012 und 2013 wurde das Museum renoviert. Dabei wurde nicht nur das Erscheinungsbild der Ausstellungen verändert, sondern auch das Konzept des Museums überarbeitet. Am 15. Mai 2013 wurde das Museum für Volksmusikinstrumente wiedereröffnet.

## Beschreibung
Im Museum werden 1244 Exponate aus rund 40 Ländern weltweit gezeigt. Hauptsächlich werden kasachische Musikinstrumente thematisiert, daneben umfasst die Sammlung auch Instrumente turkstämmiger Völker. Es umfasst mehrere Ausstellungsräume, die verschiedene Bereiche der kasachischen Musik behandeln: Ein Saal thematisiert die Anfänge der Volksmusik, zwei Räume sind verschiedenen traditionellen Musikinstrumenten gewidmet, ein kompletter Ausstellungsraum behandelt das Musikinstrument Kobys, ein Raum behandelt die Herstellung von Instrumenten, ein weiterer Raum zeigt Musikinstrumente der turksprachigen Länder und in einem letzten Raum des Museums werden Musikinstrumente aus der ganzen Welt präsentiert.